# Jacques Stas
Jacques Stas, né le 6 février 1969 à Liège, en Belgique, est un joueur, entraîneur et dirigeant belge de basket-ball. Il évolue au poste de meneur.

## Biographie
Il commence le basket à l'âge de six ans et demi à Grivegnée et est sélectionné dès son plus jeune âge, de 1981 à 1987, dans les équipes nationales jeunes. Il est également nommé arbitre provincial de 1983 à 1986. Manager du Spirou entre 2009 et 2010.

## Carrière

### Joueur
- International A de 1989 à 2005[1]
- Phase finale de l'Euro 1993[1]
- Joueur à Grivegnée, Braine, Malines et Spirou Charleroi[1]

### Entraineur
- Assistant-Coach Spirou Basket de 2007 à 2009
- Assistant-Coach Equipe belge de 2006 à 2013
- Directeur Sportif Belgacom Spirou Basket de 2009 à 2012
- Directeur Sportif Sharks d'Antibes depuis 2012

## Palmarès

### Joueur
- Joueur de l'année en 1996 et 1999[1]
- 5 Coupes de Belgique avec Malines (1993, 1994) et Spirou (1999, 2002, 2003)
- 7 titres de Champion de Belgique avec Malines (1993, 1994) et Spirou (1997, 1998, 1999, 2003, 2004)

### Entraineur
- 2 titres de Champion de Belgique (2008, 2009) et une Coupe de Belgique en 2009 avec Spirou
- Qualifié pour 2 Championnat d'Europe (Lituanie 2011 et Slovénie 2013) avec l'équipe nationale

### Directeur sportif
- 2 titres de Champion de Belgique (2010, 2011) avec Spirou
- 1 titre Champion de France Pro B (2013) avec Antibes